# Qazaqstan Kubogy 2015
La Qazaqstan Kubogy 2015 è stata la 24ª edizione della Coppa del Kazakistan. Il torneo è iniziato il 29 marzo 2015 e si è concluso il 21 novembre 2015 con la finale. Il vincitore si qualificherà per il primo turno di qualificazione per l'Europa League 2016-2017. Il Qayrat ha vinto il torneo per la seconda consecutiva.
Al torneo partecipano 25 squadre: le 12 partecipanti alla Prem'er Ligasy e 13 partecipanti alla Birinşi Lïga.

## Turno preliminare
Al turno preliminare partecipano le 10 squadre col peggior piazzamento nella Birinşi Lïga.
| Squadra 1     | Risultato | Squadra 2 |
| ------------- | --------- | --------- |
| 29 marzo 2015 |           |           |
| Laşın         | 0 − 2     | Bolat     |
| Qyran         | 1 − 2     | Kaspıı    |
| Ekibastuz     | 4 − 0     | Bäýterek  |
| Maqtaaral     | 0 − 1     | Aqjaıyq   |
| Baıqońyr      | 0 − 1     | Qyzyljar  |

## Primo turno
Al primo turno accedono le 5 squadre vincenti il turno preliminare e le restanti 3 squadre partecipanti alla Birinşi Lïga.
| Squadra 1      | Risultato             | Squadra 2   |
| -------------- | --------------------- | ----------- |
| 11 aprile 2015 |                       |             |
| Spartak Semeı  | 1 − 0                 | Qyzyljar    |
| 12 aprile 2015 |                       |             |
| Vostok Óskemen | 2 − 2 (dts) (2–3 dcr) | Aqjaıyq     |
| Ekibastuz      | 2 − 0                 | Bolat       |
| Kaspıı         | 1 − 1 (dts) (7–8 dcr) | CSKA Almaty |

## Secondo turno
Al secondo turno accedono le 4 squadre vincenti il primo turno e le 12 squadre partecipanti alla Prem'er Ligasy.
| Squadra 1         | Risultato             | Squadra 2     |
| ----------------- | --------------------- | ------------- |
| 28 aprile 2015    |                       |               |
| Qaisar            | 1 − 0                 | Spartak Semeı |
| 29 aprile 2015    |                       |               |
| Ekibastuz         | 2 − 3                 | Astana        |
| Shahter Qaraǵandy | 1 − 2 (dts)           | Oqjetpes      |
| Ordabasy          | 0 − 1                 | Taraz         |
| Tobyl             | 2 − 1                 | CSKA Almaty   |
| Aqjaıyq           | 0 − 5                 | Aqtöbe        |
| Atyrau            | 0 − 1                 | Jetisý        |
| Qairat            | 0 − 0 (dts) (4–1 dcr) | Ertis         |

## Quarti di finale
Il sorteggio per definire gli accoppiamenti dei quarti di finale si è tenuto il 30 aprile 2015.
| Squadra 1      | Risultato   | Squadra 2 |
| -------------- | ----------- | --------- |
| 20 maggio 2015 |             |           |
| Oqjetpes       | 2 − 3       | Aqtöbe    |
| Tobyl          | 2 − 0       | Jetisý    |
| Qaisar         | 1 − 2 (dts) | Astana    |
| Qairat         | 4 − 1       | Taraz     |

## Semifinali
Il sorteggio per definire gli accoppiamenti dei quarti di finale si è tenuto il 21 maggio 2015.
| Squadra 1                    | Totale | Squadra 2 | Andata | Ritorno |
| ---------------------------- | ------ | --------- | ------ | ------- |
| 2 giugno / 23 settembre 2015 |        |           |        |         |
| Aqtöbe                       | 1 – 3  | Astana    | 0 – 2  | 1 – 1   |
| Tobyl                        | 1 – 5  | Qairat    | 0 – 3  | 1 – 2   |

## Finale
| Arbitro: | Çakır |

|             |           |                     |
| Twumasi 29’ | Marcatori | 48’, 69’ Despotović |